# HD 128093
Désignations
HD 128093 est une étoile jaune-blanc de la séquence principale de la constellation du Bouvier, située à 135 années-lumière de la Terre. Elle a une magnitude apparente de 6,33, et un type spectral de F5V.
HD 128093 possède un compagnon de magnitude 11,33 à une distance angulaire de 28,1 secondes d'arc et selon un angle de position de 318°. Avec une parallaxe de 2,6 mas, il est environ 10 fois plus éloigné que HD 128093 de la Terre.